# أبيل لافلور
أبيل لافلور (بالفرنسية: Abel Lafleur)‏ (1953 1875 ) نحات فرنسي وهو الذي صمم وصنع الكأس كأس العالم لكرة القدم الأولى التي سميت فيما بعد كأس جول ريميه . وكان الكأس 35 سم في الطول، وزنه 3.8 كجم وكانت مصنوعة من الفضة المطلية بالذهب الجنيه الاسترليني، مع قاعدة زرقاء من الأحجار شبه الكريمة ( اللازورد ) . على الجوانب الأربعة لل قاعدة كانت هناك أربع لوحات الذهب، على الذي من شأنه أن يمكن كتابة أسماء الفائزين في الكأس.
استعان في تصميمه للكأس إلى نايك (إله النصر عند الأغريق) من ساموثراكي ('وآلهة النصر') التي لا تزال معروضة في متحف اللوفر ، وصمم ليشمل الضحلة، مثمنة كأس تدعمها الأسلحة ممدودة للعقاب والطوق المحيطة رأس النموذج . افلور الاستغناء عن علم مع المؤمنين، التصميم الديناميكي ( كما يستخدمه رولز رويس لتزين سياراتهم ) ولكن قررت على التمثيل الثابتة التي من شأنها أن تساعد في كيفية عقد الكأس.
ولدت في افلور رودز، في جنوب غرب فرنسا في منطقة ميدي بيرينيه. حضر المدرسة للفنون الجميلة في باريس وتأثر بشدة كما تلميذ من الميدالية الفرنسية جول - كليمنت قسيس (1839-1909) ، و فرانسوا جوزيف هوبير Ponscarmé (1827-1903) ، وعملت جنبا إلى جنب مع الكسندر شاربنتييه ( 1856 -1909 ) الذي كان مساعدا للنحات بونسكرامي، كموضوع للنحت medallic ، و فام Assise Lisant هي واحدة من سلسلة مذهلة من أعمال واقعية تنتج فقط بعد مطلع القرن 20 .
منذ العام 1901 افلور عرض بانتظام في صالون قصر الفنانين الفرنسية، في صالون قصر احرار وفي صالون Automne ديفوار . منحت افلور على الميدالية الذهبية وعلى 8 أغسطس 1920 تم ترشيحه ل درجة شوفالييه من سام جوقة الشرف . وكان معاصرا ل افلور رينيه غريغوار (1871-1945) و بيير تشارلز لينوار ( 1871-1953 ) .

## وصلات خارجية
- أبيل لافلور على موقع أوليمبيديا (الإنجليزية)

- https://web.archive.org/web/20141020151936/http://finemedals.com/artists.htm
- http://www.lvbeethoven.com/Numism/Coins_Plaques.html